# Madre e hijo (El espejo ovalado)
Madre e hijo (El espejo ovalado) es una pintura de la artista estadounidense Mary Cassatt. Forma parte de la colección del Museo Metropolitano de Arte de Nueva York.

## Descripción
La obra representa a una madre y su hijo, inspirándose en la iconografía religiosa tradicional de María y el Niño. La pintora subrayó la importancia del vínculo materno al evocar el arte religioso. La mirada adorable de la mujer de perfil y el rostro amable del niño de frente en contrapposto sugieren la imaginería del Renacimiento italiano de la Virgen y el Niño, una conexión reforzada por el espejo ovalado detrás que enmarca las cabezas como un halo. Edgar Degas, amigo de Mary Cassatt, percibió sus referencias renacentistas, diciéndole que la pintura "tiene todas tus cualidades y todos tus defectos - es el Niño Jesús y su niñera inglesa". Los Havemeyer, que compraron la pintura al marchante de arte parisino Paul Durand-Ruel en 1899, la describieron como "la Madonna florentina".